# Международен финансов център (Хонконг)
Международният финансов център (на китайски: 國際金融中心; на английски: International Finance Centre) е комплекс от сгради в Хонконг, КНР.
Комплексът е разположен на брега на остров Хонконг. Състои се от 2 небостъргача с офиси, хотел и търговски център. Неговата Кула 2 (Two International Finance Centre) e висока (415 м) и е една от най-високите сгради в Хонконг.